# Wilhelm Alter
Wilhelm Alter (9. srpna 1823 Lukavec u Hořic – 18. listopadu 1880 Kuks) byl rakouský politik německé národnosti z Čech, poslanec Českého zemského sněmu.

## Biografie
Působil zprvu jako zaměstnanec místodržitelství. Od roku 1867 byl administrátorem panství Choustníkovo Hradiště, které patřilo špitální fundaci v Kuksu. Od roku 1878 měl titul císařského rady. Od roku 1871 byl členem Vlastenecko-hospodářské společnosti. Byl mu udělen rytířský Řád Františka Josefa.
V 70. letech se zapojil i do vysoké politiky. V doplňovacích volbách v roce 1876 byl zvolen na Český zemský sněm, kde zastupoval kurii venkovských obcí, obvod Dvůr Králové, Jaroměř. Uspěl i v řádných volbách v roce 1878. Na sněmu zasedal do své smrti roku 1880. V roce 1881 ho nahradil Václav Pražák. Uvádí se jako kandidát německých liberálů (tzv. Ústavní strana, liberálně a centralisticky orientovaná, odmítající federalistické aspirace neněmeckých etnik. V roce 1878 šlo o jednoho ze dvou ústavověrných poslanců zvolených v jinak převážně etnicky českých volebních obvodech (druhým byl Nikodem Eckert zvolený na Domažlicku).
Zemřel v listopadu 1880. Zemřel po delší nemoci.